# Doppelgänger (Desinformationskampagne)
Die Doppelgänger-Kampagne ist eine russische Desinformationsoperation, die erstmals im Jahr 2022 identifiziert wurde und bis mindestens 2024 anhielt. Die Kampagne hat das Ziel, westliche Regierungen und ihre Politik zu diskreditieren, insbesondere in Zusammenhang mit der Reaktion auf den russischen Überfall auf die Ukraine. Sie startete nach dem russischen Einmarsch in die Ukraine 2022 und zielte darauf ab, Desinformationen über Webseiten zu verbreiten, die seriöse Medien imitieren und um gefälschte Nachrichten zu streuen. Solche Seiten deckten mehrere Länder ab, darunter Frankreich, Deutschland, die Vereinigten Staaten und Polen. Die Inhalte wurden oft von Fake-Accounts in sozialen Medien verbreitet. Die Europäische Union entdeckte und benannte die Kampagne im Herbst 2022.
Laut VIGINUM (Frankreich) wurde Doppelgänger ab September 2023 im neuen Netzwerk „Matroschka“ ähnlich weiter geführt.

## Hintergrund
Die Desinformationskampagne „Doppelgänger“ geschieht in erster Linie durch gefälschte Nachrichtenartikel, gefälschte Social-Media-Accounts und gefälschte Webseiten, die vorgeben, echte westliche Nachrichtenquellen wie The Guardian, Bild und Der Spiegel zu sein. In diesen gefälschten Inhalten werden anti-westliche Propaganda verbreitet und Angaben zur westlichen Unterstützung für die Ukraine werden öffentlichkeitswirksam manipuliert.
Ein besonderes Merkmal der „Doppelgänger“-Kampagne, für die sie ihren inoffiziellen Namen erhielt, war die Verbreitung von Desinformation über Websites, die angesehene Publikationen in Frankreich, Deutschland, der Ukraine, Lettland, Italien, Großbritannien, den USA und Polen nachahmten (zum Beispiel Le Monde, The Guardian, ANSA, Der Spiegel). In einigen Fällen wurden Websites staatlicher Behörden (z. B. das Außenministerium Frankreichs und das Innenministerium Deutschlands) oder internationaler Organisationen (wie der NATO) gefälscht. Dabei wurde Typosquatting eingesetzt – der Kauf von Domainnamen, die sich nur geringfügig von der echten Domainzone unterscheiden.
Urheber der Kampagne war das in Moskau ansässige Unternehmen Social Design Agency (SDA). Nach Informationen der russischen Steuerbehörde wurde das Unternehmen im Dezember 2017 gegründet. Laut im September 2024 durchgesickerten Dokumenten hatte die Firma im Jahr 2024 etwa 100 Angestellte. Die SDA wurde vom Kreml beaufsichtigt und mindestens einmal wurde der russische Präsident Wladimir Putin persönlich über deren Arbeit informiert.

## Ziele
Durch ein Leak wurde öffentlich, dass das Kampagnenziel in Deutschland insbesondere darin besteht, die Zustimmungswerte für die AfD zu steigern, während die Zustimmung für Bündnis 90/Die Grünen sinken soll. Außerdem sollen Zukunftsängste geschürt und in der deutschen Bevölkerung die Ansicht verankert werden, dass der eigene Wohlstand nicht für den „Sieg über Russland“ geopfert werden solle.
Europaweit sei das Kernziel „die Schwächung der Unterstützung für die Ukraine und die Destabilisierung der ukrainischen Verbündeten, insbesondere Deutschlands und Frankreichs“. Vorgeschlagen wurde zudem eine Kampagne gegen Parteien der politischen Mitte in Deutschland, Frankreich, Italien, Spanien und Polen, während hingegen die Stärkung der Fraktion Identität und Demokratie, in der sich rechtsextreme und rechtspopulistische Parteien zusammengeschlossen haben, als Möglichkeit identifiziert wurden, die Entscheidungen des EU-Parlaments in eine prorussische Richtung zu lenken. Ein weiteres Leak offenbarte, dass die realisierte Desinformationskampagne Russlands während des EU-Wahlkampfs 2024 rechtsextreme europäische Parteien als „Parteien des Friedens“ darstellte und zugleich die Chefin der Europäischen Kommission, Ursula von der Leyen, diskreditierte.

## Taktiken und Methoden
Die Kampagne verwendet gefälschte Webseiten, die fast identisch mit den echten Nachrichtenportalen sind, und verbreitet dort Desinformationen. Zudem werden diese Inhalte auf Social Media durch ein Netzwerk gefälschter Accounts geteilt, um die Reichweite zu maximieren. Hierzu wurden u. a. hunderttausende gefälschte Profile bzw. Identitäten erstellt, allen voran bei X und Facebook.
Zur Durchführung wurden handelsübliche Server mit CentOS Stream 8 angemietet, auf dem die Traffic Distribution System-Software Keitaro installiert wurde. Für die Verteilung auf Facebook und X (ehemals Twitter) wurden jeweils eigene Server eingerichtet. Gefälschte Medien veröffentlichten Artikel, Videos und gefälschte Meinungsumfragen (deren Ergebnisse in Wirklichkeit im Code festgelegt waren), oft animierte Inhalte, die Wolodymyr Selenskyj diskreditierten, und dergleichen. Manchmal verbreiteten einige gefälschte Medien aus dem Netzwerk andere gefälschte Ressourcen der „Doppelgänger“-Kampagne. Neben Klonen bekannter Medien umfasste das Netzwerk die gefälschte Faktenprüfungsressource „Krieg und Fälschungen“, die von RNN (Reliable Russian News, später Recent Reliable News) herausgegeben wurde, mit Material von Autoren, die Anhänger des russischen Regimes in westlichen Ländern und kleineren Staaten waren, sowie einige Websites, die gesellschaftspolitische Medien nachahmten.
Desinformation von diesen Websites wurde durch Kommentare, Reposts und Werbeanzeigen über gefälschte Konten auf Facebook, Twitter und anderen sozialen Netzwerken verbreitet. Meta berichtete, dass bis 2022 über 100.000 US-Dollar für Werbung in diesen Projekten ausgegeben wurden. Häufig wurden Konten verwendet, um gezielt eine einzige Falschmeldung zu verbreiten, und für neue Inhalte wurde ein neues Netzwerk von Bots geschaffen. Um die Blockierung gefälschter Nachrichten-Websites zu umgehen, wurden deren Adressen über eine Kette von Weiterleitungen verschleiert, um den Benutzern den Eindruck eines legitimen Nachrichtenportals zu vermitteln. Alleine von November 2023 bis August 2024 erstellte die SDA weit über 700 gefälschte Websites. Nach der Veröffentlichung von gefälschten Nachrichten über das „Doppelgänger“-Netzwerk wurden diese aktiv von russischen Botschaften und Kulturzentren verbreitet.

## Enthüllung und Reaktion
Die Kampagne wurde im Jahr 2022 entdeckt und von der Non-Profit-Organisation EU DisinfoLab mit dem Namen „Doppelgänger“ versehen. Im Mai 2024 entfernte OpenAI Konten, die mit der Doppelgänger-Kampagne in Verbindung gebracht wurden, aus ChatGPT und der Internetkonzern Meta Platforms sperrte Konten in Facebook und Instagram.
Am 4. September 2024 gab das Justizministerium der Vereinigten Staaten bekannt, dass es 32 Internet-Domains beschlagnahmt hatte, die hinter der Doppelgänger-Kampagne standen, und veröffentlichte eine 277-seitige eidesstattliche Erklärung des FBI, die 190 Seiten interner Dokumente der SDA enthielt, die wahrscheinlich von amerikanischen Geheimdiensten stammten. 12 Tage später berichtete die Süddeutsche Zeitung, dass sie Ende August von einer anonymen Quelle große Mengen an authentischen internen SDA-Dokumenten erhalten hatte. Die Daten hatten ein Volumen von 2,4 Gigabyte.
Sicherheitsexperten bezeichneten die Kampagne als eine der größten und raffiniertesten Desinformationsoperationen, die bislang von Russland gestartet wurden. Die Enthüllung führte zu verstärkten Anstrengungen, ähnliche Desinformationskampagnen zu überwachen und zu bekämpfen.

## Matroschka
Laut VIGINUM (Frankreich) wurde Doppelgänger ab September 2023 im neuen Netzwerk „Matroschka“ ähnlich weiter geführt.
Das Netzwerk flutet Medien mit Links auf Russische Fakes um die Zeit und Ressourcen von Faktencheckern zu erschöpfen. So kann die primäre russische Propaganda an die eigene Bevölkerung nochmals zu verbreiten versucht werden.
Matroschka fälschte Videos von Wissenschaftlern. Mit KI schien es als wären sie gegen die Sanktionen gegen Russland.
Matroschka wurde im Dezember 2024 neu auf Bluesky aktiv.

## Einfluss
Die Kampagne hatte weltweit Auswirkungen auf die Wahrnehmung westlicher Medien und Regierungen. Es ist unklar, in welchem Ausmaß die Desinformation das öffentliche Bewusstsein beeinflusst hat, aber die westlichen Regierungen und Technologieunternehmen arbeiten weiterhin daran, derartigen Desinformationsversuchen entgegenzuwirken.